# Pristigaster whiteheadi
Pristigaster whiteheadi är en fiskart som beskrevs av Menezes och De Pinna 2000. Pristigaster whiteheadi ingår i släktet Pristigaster och familjen Pristigasteridae. Inga underarter finns listade i Catalogue of Life.